# Паинское
Паинское — озеро в Пограничной волости Красногородского района Псковской области, в 15 км к юго-западу от Красногородска.
Площадь — 1,1 км² (110,0 га). Максимальная глубина — 3,8 м, средняя глубина — 2,3 м.
Ближайшие к озеру населённые пункты: деревни Поинье (в 0,5 км к северо-востоку от озера), Овсянки (в 1,5 км к востоку).
Слабосточное. Относится к бассейну реки Инница, которая впадает в реку Лжа, притока Утроя, которая, в свою очередь, относятся к бассейну реки Великая.
Тип озера окуневый. Массовые виды рыб: окунь, щука, ерш, вьюн.
Для озера характерны: преимущественно илистое дно, есть песок и глина, карчи, сплавины; редкие заморы. Окружено болотом, отдельные участки северного и южного берегов крепкие.